# ISO 3166-2:SH
ISO 3166-2:SH es la entrada para Santa Elena, Ascensión y Tristán de Acuña en ISO 3166-2, parte de los códigos de normalización ISO 3166 publicados por la Organización Internacional de Normalización (ISO), que define los códigos para los nombres de las principales subdivisiones (p.ej., provincias o estados) de todos los países codificados en ISO 3166-1.
En la actualidad, para Santa Elena, Ascensión y Tristán de Acuña los códigos ISO 3166-2 se definen en 3 entidades geográficas.
Cada código consta de dos partes, separadas por un guion. La primera parte es SH, el código para Santa Elena, Ascensión y Tristán de Acuña de la ISO 3166-1 alfa-2. La segunda parte tiene dos letras.
La Isla Ascensión y Tristán de Acuña, anteriormente dependencias de Santa Elena pero puestas con el mismo estatus en 2009, como caso especial, para la ISO 3166-1 alpha-2 tienen reservados los códigos AC y TA respectivamente a petición de la Unión Postal Universal.

## Códigos actuales
Los nombres de las subdivisiones se ordenan según el estándar ISO 3166-2 publicado por la Agencia de Mantenimiento ISO 3166 (ISO 3166/MA).
Pulsa sobre el botón en la cabecera para ordenar cada columna.
| Código | Nombre de la subdivisión (en) | Nombre de la subdivisión (es) |
| ------ | ----------------------------- | ----------------------------- |
| SH-AC  | Ascension                     | Isla Ascensión                |
| SH-HL  | Saint Helena                  | Santa Elena                   |
| SH-TA  | Tristan da Cunha              | Tristán de Acuña              |

## Cambios
Los siguientes cambios de entradas han sido anunciados en los boletines de noticias emitidos por el ISO 3166/MA desde la primera publicación del ISO 3166-2 en 1998, cesando esta actividad informativa en 2013.
| Informe      | Fecha de emisión                     | Descripción del cambio reportado                                                                                    | Cambio de código o subdivisión                |
| ------------ | ------------------------------------ | --- | --------------------------------------------- |
| Boletín II-2 | 2010-06-30                           | Coherencia entre ISO 3166-1 e ISO 3166-2 para el cambio de nombre (de acuerdo con el Boletín VI-7 de la ISO 3166-1) |                                               |
| Boletín II-3 | 2011-12-13 (corregido el 2011-12-15) | Se añaden subdivisiones administrativas.                                                                            | Subdivisioes añadidas:3 entidades geográficas |

### Códigos borrados de la ISO 3166-2:2007
En la primera edición de la ISO 3166-2, los siguientes códigos se definieron para 1 área administrativa y 2 dependencias; pero esto ya no es así, desde la segunda edición de la  ISO 3166-2:2007 (publicada el 13/dic/2007).
| Código anterior | Nombre de la subdivisión | Categoría de la subdivisión |
| --------------- | ------------------------ | --------------------------- |
| SH-HL           | Santa Elena              | Área administrativa         |
| SH-AC           | Isla Ascensión           | dependencia                 |
| SH-TA           | Tristán de Acuña         | dependencia                 |